# 1869 (jogo eletrônico)
1869 é um jogo eletrônico de estratégia econômica e mercante desenvolvido e publicado pela companhia austríaca Max Design em 1992.